# Medickson del Orbe
Medickson del Orbe Cortorreal (20 de diciembre de 1995) es un deportista dominicano que compite en judo.
Ganó tres medallas en los Juegos Panamericanos, en los años 2019 y 2023, y cinco medallas en el Campeonato Panamericano de Judo entre los años 2018 y 2025.

## Palmarés internacional
| Juegos Panamericanos    | Juegos Panamericanos  | Juegos Panamericanos | Juegos Panamericanos |
| Año                     | Lugar                 | Medalla              | Categoría            |
| ----------------------- | --------------------- | -------------------- | -------------------- |
| 2019                    | Lima (Perú)           | Medalla de plata     | –81 kg               |
| 2023                    | Santiago (Chile)      | Medalla de bronce    | –81 kg               |
| 2023                    | Santiago (Chile)      | Medalla de bronce    | Equipo mixto         |
| Campeonato Panamericano |                       |                      |                      |
| Año                     | Lugar                 | Medalla              | Categoría            |
| 2018                    | San José (Costa Rica) | Medalla de plata     | –81 kg               |
| 2020                    | Guadalajara (México)  | Medalla de bronce    | –81 kg               |
| 2021                    | Guadalajara (México)  | Medalla de bronce    | –81 kg               |
| 2023                    | Calgary (Canadá)      | Medalla de bronce    | –81 kg               |
| 2025                    | Santiago (Chile)      | Medalla de bronce    | –90 kg               |